# ケネス・ターナー
ケネスターナー（Kenneth Turner）は、イギリスのフラワーアレンジャー。アイルランド出身。独自の英国カントリーハウススタイルを築き、自身のブランドである「KENNETH TURNER LONDON」はイギリス王室御用達として採用された。現在は、ロンドンを拠点として活動している。主な顧客としては、政府高官・海外顧客・著名人・資産家・有名芸能人などが含まれる。
2007年10月に日本展開の一環として｢KENNETH TURNER LONDON 品川プリンスホテル アネックスタワー店」をオープンし、生花・プリザーブドフラワー・キャンドル等を中心に販売している。

## 作風
- 花と異素材を組み合わせることを得意としており「色の魔術師(Magician of the Colour)」と呼ばれる。
- 特にプリザーブドフラワーの分野における第一人者として知られている。

## 主な実績

### 日本
- 2007年 - 品川プリンスホテル　アネックスタワー1Fに店舗オープン
- 2007年 - ケネス・ターナー＆浅野富治男 特別展示
- 2007年 - 第五回プリザーブドフラワーコンテスト(安倍昭恵らと共に特別審査員を務めた)
- 2007年 - 駐日英国大使館でデモンストレーション「Santa Comes Tokyo」を開催

### 出版
- Kenneth Turner's Flower Style: The Art of Floral Design and Decoration （Grove Pr、1989年）
- Living with Flowers（Weidenfeld Nicolson Illustrated、1997年）
- The Floral Decorator （Weidenfeld Nicolson Illustrated、1997年）
- Fresh Flowers  （Weidenfeld Nicolson Illustrated、1998年）
- Dried Flowers（St Martins Pr、1998年）
- Kenneth Turner: the Flower Book (Masterclass) （Weidenfeld Nicolson Illustrated、2003年）